# Márcio Careca
Márcio Ferreira, mais conhecido como Márcio Careca (Duque de Caxias, 28 de julho de 1978), é um ex-futebolista brasileiro que atuava como lateral-esquerdo.

## Carreira
Chegou ao Palmeiras em 2006, após se destacar pelo Brasiliense, mas fez poucos jogos pelo Verdão.
Em março de 2007, foi contratado pelo Paraná Clube.
Márcio Careca chegou ao Vasco no início de 2010, após um bom Campeonato Brasileiro de 2009 pelo Grêmio Barueri.
Em maio de 2010, foi emprestado ao Guarani.
Em março de 2012, acertou com o Ceará até o fim do ano. Seu primeiro gol pelo clube foi marcado dia 7 de setembro de 2012, contra o Guarani. Em novembro do mesmo ano, foi dispensado pelo clube.
Após alguns meses parado, acertou com o Marcílio Dias para a disputa do Campeonato Catarinense de 2014.
Após se aposentar profissionalmente, atuou pelo Ferroviários AC onde sagrou-se campeão do torneio Amador do Estado.

## Estatísticas
Até 12 de abril de 2014.
| Clube             | Temporada         | Campeonato nacional | Campeonato nacional | Copa nacional[a] | Copa nacional[a] | Competições continentais[b] | Competições continentais[b] | Campeonatos Estaduais[c] | Campeonatos Estaduais[c] | Total | Total |
| Clube             | Temporada         | Jogos               | Gols                | Jogos            | Gols             | Jogos                       | Gols                        | Jogos                    | Gols                     | Jogos | Gols  |
| ----------------- | ----------------- | ------------------- | ------------------- | ---------------- | ---------------- | --------------------------- | --------------------------- | ------------------------ | ------------------------ | ----- | ----- |
| Paraná            | 2007              | 20                  | 1                   | -                | -                | -                           | -                           | -                        | -                        | 20    | 1     |
| Paraná            | Total             | 20                  | 1                   | -                | -                | -                           | -                           | -                        | -                        | 20    | 1     |
| Grêmio Barueri    | 2008              | 10                  | 4                   | -                | -                | -                           | -                           | -                        | -                        | 10    | 4     |
| Grêmio Barueri    | 2009              | 34                  | 6                   | -                | -                | -                           | -                           | 20                       | 1                        | 54    | 7     |
| Grêmio Barueri    | Total             | 44                  | 10                  | -                | -                | -                           | -                           | 20                       | 1                        | 64    | 11    |
| Vasco da Gama     | 2010              | -                   | -                   | 3                | 0                | 3                           | 0                           | 16                       | 0                        | 22    | 0     |
| Vasco da Gama     | 2011              | 14                  | 0                   | 3                | 0                | 3                           | 0                           | 6                        | 0                        | 26    | 0     |
| Vasco da Gama     | Total             | 14                  | 0                   | 6                | 0                | 3                           | 0                           | 22                       | 0                        | 48    | 0     |
| → Guarani         | 2011              | 35                  | 0                   | -                | -                | -                           | -                           | -                        | -                        | 35    | 0     |
| → Guarani         | Total             | 35                  | 0                   | -                | -                | -                           | -                           | -                        | -                        | 35    | 0     |
| → Mirassol        | 2012              | -                   | -                   | -                | -                | -                           | -                           | 9                        | 0                        | 9     | 0     |
| → Mirassol        | Total             | -                   | -                   | -                | -                | -                           | -                           | 9                        | 0                        | 9     | 0     |
| Ceará             | 2012              | 22                  | 2                   | 2                | 0                | -                           | -                           | 12                       | 0                        | 36    | 2     |
| Ceará             | Total             | 22                  | 2                   | 2                | 0                | -                           | -                           | 12                       | 0                        | 36    | 2     |
| Santo André       | 2012              | 0                   | 0                   | 1                | 0                | -                           | -                           | 18                       | 1                        | 19    | 1     |
| Santo André       | Total             | 0                   | 0                   | 1                | 0                | -                           | -                           | 18                       | 1                        | 19    | 1     |
| Marcílio Dias     | 2012              | -                   | -                   | -                | -                | -                           | -                           | 18                       | 0                        | 18    | 0     |
| Marcílio Dias     | Total             | -                   | -                   | -                | -                | -                           | -                           | 18                       | 0                        | 18    | 0     |
| Total na carreira | Total na carreira | 135                 | 12                  | 9                | 0                | 3                           | 0                           | 99                       | 2                        | 233   | 14    |

- a. ^ Jogos da Copa do Brasil
- b. ^ Jogos de Torneios Internacionais
- c. ^ Jogos do Campeonato Estadual

## Títulos
Santos
- Campeonato Brasileiro: 2004

Brasiliense
- Campeonato Brasiliense: 2005

Vasco da Gama
- Copa do Brasil: 2011

Ceará
- Campeonato Cearense: 2012

### Outras conquistas
Ceará
- Troféu Chico Anysio: 2012